# Cadell ap Rhodri
Cadell ap Rhodri (overleden 910) was koning van Deheubarth van 905 tot zijn dood.
Cadell was een zoon van de belangrijke koning Rhodri Mawr, en na diens dood in 878 regeerde hij het rijk, bestaande uit Gwynedd, Powys en Ceredigion met zijn broers Anarawd en Merfyn.
Toen in 904 koning Llywarch ap Hyfaidd van Dyfed stierf, vielen Anarawd en Cadell (Merfyn was in tussentijd overleden) dat rijk binnen. Het volgende jaar werd Llywarchs broer en opvolger Rhydderch geëxecuteerd, en waren de zonen van Rhodri ook hier de baas.
Hierbij lijkt een verdeling te zijn opgetreden, waarbij Anarawd Gwynedd en Powys kreeg, en Cadell Seisyllwg (een koninkrijk ontstaan uit de samenvoeging van Ceredigion en Ystrad Tywi) en Dyfed. Deze twee koninkrijken bleven ook later een eenheid vormen, onder de naam Deheubarth.
Cadell overleed in 910 en werd opgevolgd door zijn zonen Hywel en Clydog.